# دوره متاخر مصر باستان
دوره متاخر مصر باستان به آخرین شکوفایی فرمانروایان بومی مصر پس از سومین دوره میانی در دودمان بیست و ششم سائیت که توسط پسامتیک یکم تأسیس شد، اشاره دارد، اما شامل زمان حکومت پارسیان هخامنشی بر مصر پس از فتح آن توسط کمبوجیه دوم در ۵۲۵ پیش از میلاد نیز می‌شود. دوره متاخر از ۶۶۴ قبل از میلاد تا ۳۳۲ پیش از میلاد وجود داشت، پس از یک دوره حکومت خارجی توسط دودمان بیست و پنجم نوبی و با دوره کوتاهی از فرمانروایی امپراتوری آشوری نو آغاز شد و پسامتیک یکم در ابتدا به عنوان دست نشانده آنها حکومت می‌کرد. این دوره با فتح شاهنشاهی ایران توسط اسکندر مقدونی و تأسیس سلسله بطلمیوسی توسط ژنرال او بطلمیوس اول سوتر، یکی از دیادوخوی‌های هلنیستی مقدونیه در شمال یونان به پایان رسید. با فتح مصر توسط  یونانیان مقدونی در نیمه دوم قرن چهارم پیش از میلاد، عصر هلنیستی مصر آغاز شد.

## تاریخ

### دودمان بیست و ششم
دودمان بیست و ششم، که پس از مقر قدرتش در شهر سائیس به سلسله سائیت نیز معروف است، از سال ۶۷۲ پیش از میلاد تا سال ۵۲۵ پیش از میلاد، سلطنت کرد و متشکل از شش فرعون بود. با اتحاد مصر تحت حکمرانی پسامتیک یکم در ۶۵۶ پیش از میلاد، خود پیامد مستقیم غارت تبس توسط آشوری‌ها در ۶۶۳ پ.م. ساخت کانال از نیل تا دریای سرخ آغاز شد.
به نظر می‌رسد مصر در اوایل این دوره گسترش به خاور نزدیک داشته‌است. طیف گسترده‌ای از یافته‌های باستان‌شناسی از شام، اشغال و کنترل مصری‌ها را در دهه‌های پایانی قرن هفتم قبل از میلاد نشان می‌دهد. اینها شامل اشیاء مصری مختلف از چندین مکان، استراکا و اسنادی است که سیستم خراج/مالیات را نشان می‌دهد و شواهدی از قلعه مزاد هاشاویاهو.نفوذ مصر در مناطقی مانند کیموهو و قورامتی به منطقه فرات رسید. بعداً آنها با شکست در نبرد کرکمیش عقب رانده شدند، اگرچه به نظر می‌رسد مداخله مصر در خاور نزدیک پس از این نبرد ادامه داشته‌است.
آمازیس دوم سیاست جدیدی را دنبال کرد و منافع خود را به سوی جهان یونانی معطوف کرد. او قبرس را در زمان سلطنت خود ضمیمه کرد. در جنوب، پسامتیک دوم یک لشکرکشی نظامی بزرگ را رهبری کرد که به اعماق نوبیا بالا رسید و شکست سنگینی بر آنها وارد کرد. یک پاپیروس دموتیک از سلطنت آمازیس دوم (اهمسه دوم) یک سفر کوچک به نوبیا را توصیف می‌کند که شخصیت آن نامشخص است. شواهد باستان‌شناسی از وجود یک پادگان مصری در Dorginarti در نوبیای پایین در دوره سائیت وجود دارد.
یکی از کمک‌های مهم در اواخر دوره مصر باستان، پاپیروس بروکلین بود. این یک پاپیروس پزشکی با مجموعه ای از داروهای پزشکی و جادویی برای قربانیان مارگزیدگی بر اساس نوع یا علائم مار بود.
آثار هنری در این زمان نماینده فرقه‌های حیوانات و مومیایی‌های حیوانات بود. این تصویر خدای پاتایکوس را نشان می‌دهد که یک سوسک اسکاراب روی سر خود دارد، دو پرنده سر انسان را روی شانه‌های خود نگه می‌دارد، در هر دست یک مار گرفته و بالای کروکودیل‌ها ایستاده‌است.

### دودمان بیست و هفتم
اولین دوره هخامنشیان (۵۲۵–۴۰۴ پیش از میلاد) با نبرد پلوزیوم آغاز شد که در آن مصر (پارسی باستان: 𐎸𐎭𐎼𐎠𐎹 (به پارسی باستان:مودرایا-Mudrāya)، توسط شاهنشاهی هخامنشی در زمان کمبوجیه فتح شد و مصر به ساتراپی تبدیل شد. دودمان بیست و هفتم مصر متشکل از شاهنشاهان هخامنشی - از جمله کمبوجیه، داریوش بزرگ و خشایارشای یکم - است که به عنوان فرعون و از طریق ساتراپ‌های خود حکومت می‌کردند. پتوباستیس سوم مصری (۵۲۲–۵۲۰ پیش از میلاد) (و احتمالاً مورد مناقشه پسامتیک چهارم)، که در سرپیچی از مقامات ایرانی شورش کرد. شورش ناموفق ایناروس (۴۶۰–۴۵۴ پیش از میلاد)، با کمک آتنیان به عنوان بخشی از نبردهای اتحادیه دلوس، به همان هدف رسید. ساتراپ‌های ایرانی آریاندس (۵۲۵–۵۲۲ پیش از میلاد؛ ۵۱۸–حدود ۴۹۶ پیش از میلاد) و فرنداتیس (حدود ۴۹۶–حدود ۴۸۶ پیش از میلاد) بودند - که فرمانروایی آن توسط فرعون شورشی پتوباستیس سوم قطع شد. هخامنش (حدود ۴۸۶–۴۵۹ پیش از میلاد) - برادر شاهنشاه خشایارشا و آرشام پسر خشایارشا (حدود ۴۵۴–حدود ۴۰۶ پیش از میلاد).

### دودمان‌های بیست و هشتم تا سی‌ام
دودمان بیست و هشتم متشکل از یک پادشاه، آمیرتئوس، شاهزاده سائیسی بود که با موفقیت علیه ایرانیان شورش کرد و آخرین مرحله مهم استقلال مصر را تحت حاکمیت‌های بومی آغاز کرد. او هیچ بنای تاریخی با نام خود بر جای نگذاشت. این دودمان به مدت شش سال از ۴۰۴ پیش از میلاد تا ۳۹۸ پیش از میلاد سلطنت کرد.
دودمان بیست و نهم از مندس، برای دوره ۳۹۸ تا ۳۸۰ پیش از میلاد حکومت کردند. پادشاه هاکور این سلسله توانست در زمان سلطنت خود حمله ایرانیان را شکست دهد.
دودمان سی‌ام سبک هنری خود را از دودمان بیست و ششم گرفته‌اند. مجموعه‌ای متشکل از سه فرعون از سال ۳۸۰ تا ۳۴۳ پیش از میلاد حکومت کردند. اولین پادشاه سلسله، نکتانبو یکم، حمله پارسیان را در ۳۷۳ پیش از میلاد شکست داد. جانشین او تئوس متعاقباً لشکرکشی را علیه شاهنشاهی هخامنشی در خاور نزدیک رهبری کرد. لشکرکشی شروع به موفقیت کرد و بدون مشکل خاصی راهی فنیقیه شد. متأسفانه برای تئوس، برادرش تجااپیمو علیه او نقشه می‌کشید. تجااپیمو پسرش نکتانبو دوم را متقاعد کرد تا علیه تئوس شورش کند و خود را فرعون کند. نقشه موفقیت‌آمیز بود و تئوس خیانت دیده راهی جز فرار نداشت و لشکرکشی از هم پاشید. فرمانروای نهایی این سلسله و آخرین فرمانروای بومی مصر نکتانبو دوم بود که در نبردی که منجر به الحاق مجدد به شاهنشاهی هخامنشی شد، شکست خورد.

### دودمان سی و یکم
دوره دوم هخامنشی شاهد گنجاندن مجدد مصر به عنوان یک ساتراپی از شاهنشاهی ایران تحت حکومت سلسله سی و یکم (۳۴۴–۳۳۲ پیش از میلاد) بود که شامل سه شاهنشاه پارسی بود که به عنوان فرعون حکومت می‌کردند. —اردشیر سوم (۳۴۳–۳۳۸ پیش از میلاد)، اردشیر چهارم (۳۳۸–۳۳۶ پیش از میلاد) و داریوش سوم (۳۳۶–۳۳۲ پیش از میلاد) — با شورش خباباش (۳۳۸–۳۳۵ پیش از میلاد) بر ضد هخامنشیان قطع شد. حکومت ایران در مصر با شکست شاهنشاهی هخامنشی توسط اسکندر مقدونی که تسلیم ساتراپ پارسی مصر مازاسس را در ۳۳۲ پیش از میلاد پذیرفت، پایان یافت و آغاز حکومت هلنیستی در مصر بود که پس از مرگ اسکندر در امپراتوری بطلمیوسی تثبیت شد.